# Agim Ibraimi
Agim Ibraimi (Tetovo, 29 de agosto de 1988) es un futbolista macedonio que juega de delantero en el F. K. Dinamo Tirana de la Superliga de Albania. Fue un componente de la selección de fútbol de Macedonia del Norte.

## Selección nacional
Ibraimi fue internacional sub-21 con la selección de fútbol sub-21 de Macedonia del Norte, antes de convertirse en internacional absoluto el 12 de agosto de 2009 en un amistoso frente a la selección de fútbol de España.
El 12 de octubre de 2012 marcó su primer gol en la derrota por 1-2 frente a la selección de fútbol de Croacia, en un partido de clasificación para el Mundial 2014.

## Clubes
| Club                     | País                | Año       |
| ------------------------ | ------------------- | --------- |
| K. F. Shkëndija          | Macedonia del Norte | 2005-2006 |
| Red Bull Salzburgo       | Austria             | 2006-2008 |
| N. K. Olimpija Liubliana | Eslovenia           | 2008-2010 |
| Eskişehirspor            | Turquía             | 2010-2011 |
| N. K. Nafta Lendava      | Eslovenia           | 2011      |
| N. K. Maribor            | Eslovenia           | 2011-2016 |
| Cagliari Calcio (cedido) | Italia              | 2013-2014 |
| F. C. Astana             | Kazajistán          | 2016-2017 |
| N. K. Domžale            | Eslovenia           | 2017-2018 |
| K. F. Shkëndija          | Macedonia del Norte | 2019-2020 |
| F. K. Kukësi             | Albania             | 2020-2021 |
| F. K. Dinamo Tirana      | Albania             | 2021-     |

## Palmarés

### Títulos nacionales
| Título                                  | Club            | País                | Año  |
| --------------------------------------- | --------------- | ------------------- | ---- |
| PrvaLiga                                | N. K. Maribor   | Eslovenia           | 2012 |
| Copa de Eslovenia                       | N. K. Maribor   | Eslovenia           | 2012 |
| Supercopa de Eslovenia                  | N. K. Maribor   | Eslovenia           | 2012 |
| PrvaLiga                                | N. K. Maribor   | Eslovenia           | 2013 |
| Copa de Eslovenia                       | N. K. Maribor   | Eslovenia           | 2013 |
| Supercopa de Eslovenia                  | N. K. Maribor   | Eslovenia           | 2013 |
| Supercopa de Eslovenia                  | N. K. Maribor   | Eslovenia           | 2014 |
| PrvaLiga                                | N. K. Maribor   | Eslovenia           | 2015 |
| Copa de Eslovenia                       | N. K. Maribor   | Eslovenia           | 2016 |
| Liga Premier de Kazajistán              | F. C. Astana    | Kazajistán          | 2016 |
| Primera División de Macedonia del Norte | K. F. Shkëndija | Macedonia del Norte | 2019 |

### Distinciones individuales
| Distinción                        | Año                        |
| --------------------------------- | -------------------------- |
| Mejor jugador de la Liga eslovena | 2012-13                    |
| Once ideal de la Liga eslovena    | 2011-12, 2012-13 y 2014-15 |